# Watergate (Zvezdna vrata SG-1)
Watergate je naslov epizode znanstveno-fantastične serije Zvezdna vrata, v kateri pride v štabu SG-1 do preplaha, saj se portal zvezdnih vrat noče odpreti, zaradi česar ostane v nezemeljskem svetu ujetih več SG-ekip. Ekipa SG-1 odkrije, da imajo Rusi svoja zvezdna vrata, ki pa so iz
neznanih razlogov ves čas odprta. Ruska znanstvenica Markova prosi za pomoč in ekipa SG-1 na licu mesta odkrije, da so vsi znanstveniki in vojaki v ruskem štabu mrtvi. Kaže, da je temu kriv planet, na katerem se nahaja posebne vrste voda, ki oddaja ogromne količine energije.